# Рахманово (муниципальный округ Егорьевск)
Рахма́ново — деревня в муниципальном округе Егорьевск Московской области России.

## География
Деревня Рахманово расположена в восточной части муниципального округа Егорьевск, примерно в 21 километре к юго-востоку от города Егорьевск. В 3,5 километрах к северу от деревни протекает река Цна. Высота над уровнем моря 135 метров.

## Название
Название связано с некалендарным личным именем Рахман.

## История
До отмены крепостного права жители деревни относились к разряду государственных крестьян. После 1861 года деревня вошла в состав Парыкинской волости Егорьевского уезда. Приход находился в селе Владычино.
В 1926 году деревня входила в Парыкинский сельсовет Починковской волости Егорьевского уезда. До 1939 года — центр Рахмановского сельсовета.
До 1994 года Рахманово входило в состав Подрядниковского сельсовета Егорьевского района, а в 1994—2006 годы — Подрядниковского сельского округа.
До 2015 года входило в состав сельского поселения Юрцовское.

## Демография
В 1885 году в деревне проживало 417 человек, в 1905 году — 519 человек (255 мужчин, 264 женщины), в 1926 году — 487 человек (193 мужчины, 294 женщины). По переписи 2002 года — 128 человек (59 мужчин, 69 женщин). Население — 171 человек (2010).
| 1859 | 1868 | 1885 | 1905 | 1926 | 2002 | 2006 |
| ---- | ---- | ---- | ---- | ---- | ---- | ---- |
| 280  | ↗284 | ↗417 | ↗519 | ↘487 | ↘128 | ↗147 |
| 2010 |      |      |      |      |      |      |
| ↗171 |      |      |      |      |      |      |